# Verstandelijke beperking
Een verstandelijke beperking of een verstandelijke ontwikkelingsstoornis, ook wel een verstandelijke handicap, intellectuele stoornis of mentale retardatie en in het verleden geestelijke handicap mentale handicap en zwakzinnigheid, is een ontwikkelingsstoornis waarbij iemands verstandelijke vermogens zich niet met de normale snelheid ontwikkelen of hebben ontwikkeld en daardoor meestal geen gemiddeld niveau bereiken. Door dit cognitieve tekort is het moeilijk om volledig te functioneren in vergelijking met leeftijdgenoten.

## Oorzaken
Mogelijke oorzaken van een verstandelijke beperking zijn onder andere erfelijke aandoeningen, aangeboren afwijkingen, verwondingen ('trauma'), stofwisselingsziekten (zoals de ziekte van Sanfilippo en galactosemie), een zuurstoftekort tijdens of na de geboorte, een "accidenteel" zuurstoftekort bijvoorbeeld bij een bijna-verdrinking en bepaalde pathologie, zoals meningitis op jonge leeftijd. Ook niet-aangeboren hersenletsel kan een achteruitgang in de cognitieve vermogens veroorzaken. Men spreekt dan van een verstandelijke beperking, "verworven op latere leeftijd".
Een zeer groot aantal genetisch bepaalde aandoeningen gaat gepaard met een verstandelijke beperking, zoals het syndroom van Down, het fragiele-X-syndroom, het syndroom van Angelman, het syndroom van Prader-Willi, het syndroom van Williams en het syndroom van Rett.

## Vormen
Een verstandelijke beperking kan lacunair zijn (dat betekent dat er 'iets ontbreekt') of globaal.
Bij een meervoudige beperking/meervoudige handicap gaat de verstandelijke beperking samen met een lichamelijke handicap of met een psychische aandoening zoals autisme, schizofrenie, ADHD.

## Gradaties
De ernst van een verstandelijke beperking kan aangegeven worden door een vergelijking met het leeftijdsgebonden ontwikkelingsniveau van iemand zonder een verstandelijke beperking. Zo kan van bijvoorbeeld een tienjarige verstandelijk gehandicapte worden gezegd dat hij of zij functioneert op het niveau van een vierjarige. Voornamelijk bij globale vormen van een handicap, waarbij alle vermogens ongeveer even onderontwikkeld zijn, is deze duiding makkelijk hanteerbaar. Bij de lagere niveaus van verstandelijke beperking ziet men een groeiende discrepantie van de ontwikkeling op deelgebieden.
Het Diagnostic and Statistical Manual of Mental Disorders-5 (editie 2013, Nederlandse vertaling 2014) maakt onderscheid tussen lichte, matige, ernstige en zeer ernstige verstandelijke beperking.
| Gradatie                               | Intelligentiequotiënt (IQ) | Percentage van mensen met een verstandelijke beperking in Nederland | In onbruik geraakte term | Toelichting |
| -------------------------------------- | -------------------------- | ------------------------------------------------------------------- | ------------------------ | --- |
| Lichte verstandelijke beperking        | 50-70                      | ~75%                                                                | debiel                   | Het algemene cognitieve niveau is vergelijkbaar met het mentale niveau van een kind tussen de 7 en de 11 jaar oud. |
| Matige verstandelijke beperking        | 35-50                      | 18%                                                                 | imbeciel                 | Het mentale niveau is maximaal vergelijkbaar met een gemiddeld kind van 7 jaar. |
| Ernstige verstandelijke beperking      | 20-35                      | ~16,7%                                                              | idioot                   | Naast een IQ van 20 tot 35 is er ook een minimaal communicatief gedrag, een zwakke motorische ontwikkeling en behoefte aan voortdurend toezicht.                                                                                              |
| Zeer ernstige verstandelijke beperking | Lager dan 20               | 1%                                                                  | idioot                   | Mensen met deze beperking hebben voornamelijk behoefte aan een structurerende omgeving, zintuiglijke stimulering en voortdurend toezicht. Elementair menselijk contact is moeilijk, slechts in uitzonderlijke gevallen is er minimale spraak. |

De begrippen debiliteit, imbeciliteit, idiotie, zwakzinnigheid, zwakbegaafdheid en achterlijkheid zijn voorbeelden van verouderde termen uit de standaarden voor geneeskunde, maar worden soms nog als scheldwoord gebruikt. De term zwakzinnig uit de DSM-IV is in de DSM 5 vervangen door verstandelijke beperking.
Bij een IQ van 70 tot 85 is er sprake van zwakbegaafdheid. In Nederland zijn er naar een grove schatting uit 2019 2,3 miljoen mensen met een IQ tussen de 70 en 85 en zo'n 440.000 mensen met een IQ onder de 70. Van deze 440.000 mensen ontvangen ongeveer 110.000 mensen ondersteuning vanuit de Wet langdurige zorg.

## Behandeling
Behandeling van een verstandelijke beperking is meestal niet mogelijk, doch aangepast onderwijs (in Nederland speciaal onderwijs, in Vlaanderen buitengewoon onderwijs) of specifieke ondersteuning in het regulier onderwijs (zie inclusief onderwijs) is aangewezen om het maximaal haalbare niveau trachten te bereiken.
Wel is behandeling van de randverschijnselen vaak mogelijk. Veel vormen van genetisch bepaalde handicaps brengen ook andere beperkingen met zich mee. Zo heeft iemand met het syndroom van Down een verhoogde kans op een schildklierafwijking, dementie en hart- en vaatziekten. Door regelmatige controle bij dit soort risicogroepen kunnen dit soort ziekten wel behandeld of vertraagd worden. Sinds 2000 heeft in Nederland het medisch specialisme arts voor verstandelijk gehandicapten (AVG) een eigen opleiding.

## Zelfstandigheid
In het verleden was de mate van de verstandelijke beperking bepalend voor de zorg die iemand ontving: als iemand met een beperking intramuraal in een instelling binnen de gehandicaptenzorg in Nederland verbleef, was dit op een zaal. Later was dit in een huis, maar wel met eigen slaapkamer, samen met mensen van een gelijke mate van beperking en in het algemeen dezelfde zorgvraag. Door de ontwikkelingen voor mensen met een beperking veranderde deze visie op zorg. Zo werd dagbesteding  verplicht voor alle cliënten die niet kunnen deelnemen aan het reguliere arbeidsproces, terwijl tot dan toe activiteiten vanuit de woning werden ondernomen. Er werden activiteitencentra opgezet voor mensen met een beperking. Modellen uit andere landen brachten ook in Nederland de decentralisatie van de zorg verder op gang. Vooral het Zweeds model, waarbij de instellingen waren opgeheven en mensen met een beperking een eigen plek in de wijk kregen, was een groot voorbeeld.
Anno 2020 wordt het vooral belangrijk geacht om te kijken in hoeverre iemand zichzelf kan redden om te bepalen of iemand zelfstandig of in een woongroep kan wonen en of iemand ambulant (alleen op gezette tijden) of 24-uurs begeleiding behoeft en wil. De wens van de persoon met de beperking en eventueel de vertegenwoordigers zijn hierbij een belangrijk uitgangspunt. Verder wordt hierbij onder andere gekeken naar de niveaus van algemene dagelijkse levensverrichtingen (ADL), sociale vaardigheden en emotionele vaardigheden, samen met de gradatie van de handicap en de mate waarin iemand hierbij ondersteuning behoeft.
Een persoon met een verstandelijk beperking kan in een instelling met begeleidend of verzorgend personeel opgenomen worden. Als iemand niet zelfstandig kan eten, praten, zich wassen, aankleden of naar de wc gaan, is heel intensieve zorg nodig. Veel van deze mensen met een zeer ernstige beperking leren niet lopen en zijn rolstoelafhankelijk of bedlegerig. Voor mensen met een verstandelijke beperking gecombineerd met (ernstige) gedragsproblemen, bestaan Intensieve Begeleidingsgroepen.
Na de invoering van de zogenaamde zorgzwaartepakketten (nu zorgprofielen genoemd), die beschrijven hoeveel zorg iemand nodig heeft, en vooral sinds de invoering van de Wet maatschappelijke ondersteuning 2015, met nieuwe indicaties vanuit gemeenten voor mensen die geen langdurige zorg ontvangen, ligt de nadruk steeds meer op wat iemand wél kan en op welke gebieden hij of zij eventueel ondersteuning nodig heeft.
Sinds de millenniumwisseling houden ouders hun kinderen met een verstandelijke beperking steeds langer thuis, ook in landen waar institutionele voorzieningen beschikbaar zijn, en kiezen zij voor ondersteuning in de vorm van thuisbegeleiding, een logeerhuis of alleen dagbesteding binnen een instelling. Ook zogenaamde ouderinitiatieven komen vaker voor, naast ook particuliere initiatieven voor ondersteuning. Deze opties kunnen gezien worden als een tegenbeweging op de vele fusies en daarmee de schaalvergroting van de instellingen die van oudsher bestaan.

## Onderwijs

### Vlaanderen
In Vlaanderen kunnen leerlingen met een verstandelijke beperking terecht in het buitengewoon onderwijs. Dit onderwijs is ingedeeld in typen: Type 1 is bedoeld voor leerlingen met een lichte mentale achterstand, terwijl Type 2 de matig tot zware verstandelijk beperkten verzorgt. Ook kan een opname in een (semi)residentiële setting overwogen worden, in een Medisch-Pedagogisch Instituut. Type 9 is voor kinderen met autisme (en soms ook een bijkomende licht verstandelijke beperking).

### Nederland
In Nederland geldt voor iedereen de leerplicht tot en met 16 jaar, dus ook voor mensen met een verstandelijke beperking. Leerlingen met een verstandelijke beperking kunnen terecht in het reguliere onderwijs (eventueel met extra ondersteuning) of in het speciaal onderwijs.

### Inclusief onderwijs
Inclusief onderwijs (IOn) is een alternatief voor speciaal onderwijs (Nederland) of buitengewoon onderwijs (Vlaanderen) waarbij de nadruk ligt op het aanvaarden van de verscheidenheid en gelijkwaardigheid middels inclusie.

## Rechtenbeweging
Vanuit de visie van organisaties die opkomen voor betere grondrechten voor mensen met een beperking werden een aantal basisrechten geformuleerd, waaruit het VN-verdrag inzake de rechten van personen met een handicap voortkwam. Het verdrag heeft als doel om de positie van mensen met een beperking te verstevigen. De grondbeginselen in het verdrag zijn toegankelijkheid, persoonlijke autonomie en volledige participatie.
Het verdrag werd door de Algemene Vergadering van de Verenigde Naties aangenomen op 13 december 2006 en trad in werking op 3 mei 2008. Honderdzestig overheden, landen of supranationale instanties hebben het verdrag ondertekend, waaronder de Europese Unie, België en Nederland.
België ratificeerde het verdrag op 2 juli 2009.
Nederland volgde zeven jaar later (14 juni 2016), als een van de laatste Europese landen.
De verenigde organisaties zetten zich onder andere in voor het recht op seksualiteitsbeleving, recht op intimiteit en privacy, recht op een respectvolle, gelijkwaardige behandeling, recht op relaties, de kinderwens en het recht op kinderen, en het recht op werk op maat.